# Ősz seregély
Az ősz seregély (Sturnornis albofrontatus), régebbi nevén (Sturnus albofrontatus) vagy (Sturnus senex) a madarak osztályának verébalakúak (Passeriformes) rendjébe és a seregélyfélék (Sturnidae) családjába tartozó Sturnornis nembe tartozó egyetlen faj.

## Előfordulása
Srí Lanka déli részén, 460 és 1220 méteres magasságok között honos.

## Megjelenése
Testhossza 22 centiméter. Fejének teteje, tarkója és háti része sötétbarna, fejének arcrésze, torka és hasi része fehér. A nemek hasonlóak.

## Életmódja
Gyümölcsöt, nektárt és rovarokat eszik.